# Nelrivia lawrenci
Nelrivia lawrenci är en insektsart som beskrevs av Pieter D. Theron 1986. Nelrivia lawrenci ingår i släktet Nelrivia och familjen dvärgstritar. Inga underarter finns listade i Catalogue of Life.